# Liste der venezianischen Gesandten in Österreich
Aus historischer Sicht handelte es sich um venezianische Gesandte im Heiligen Römischen Reich (HRR), lateinisch Sacrum Romanum Imperium (S.R.I.), bzw. beim römisch-deutschen Kaiser. Die Habsburger stellten ab 1438 fast ununterbrochen die deutschen Könige und römisch-deutschen Kaiser und bis zur Auflösung der Republik Venedig 1797 entwickelte sich hieraus ein österreichisch-venezianisches Verhältnis.
Erste venezianische Sondergesandtschaften zum römisch-deutschen Kaiser fanden ab dem 14. und 15. Jahrhundert in Verona, Wien, Brügge, Prag und anderen Orten im damaligen Heiligen Römischen Reich statt.

## Gesandte

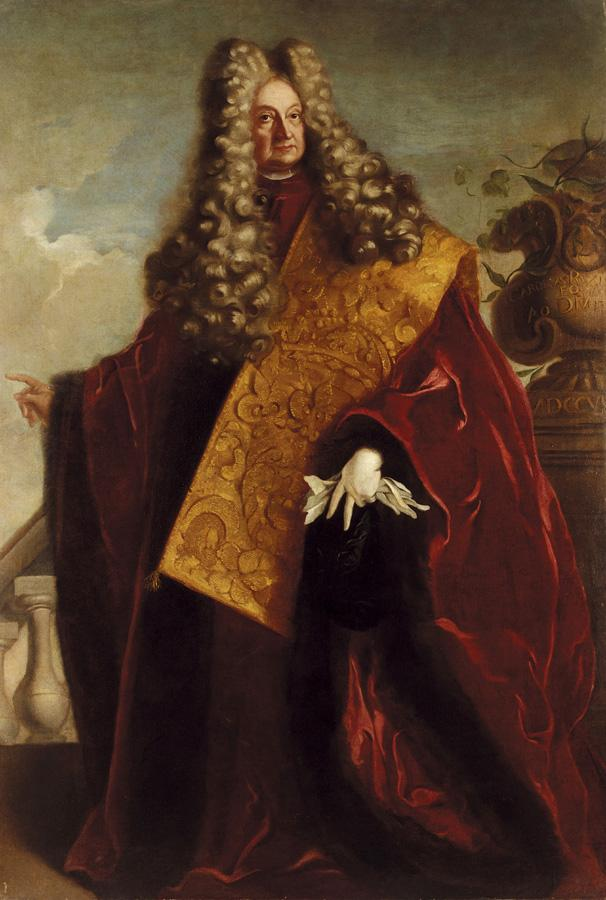
Carlo Ruzzini (1706)
Gemälde von Gregorio Lazzarini, (in Privatbesitz) Öl auf Leinwand

Nur residente Gesandte und Botschafter, ohne Sondergesandte. Die Angaben stammen zu größten Teilen aus der Österreichischen Akademie der Wissenschaften (ÖAW) und dem Staatsarchiv Venedig (ASV).
- 1492–1502: Zaccaria Contarini[3][4] (1452–1513)
- 1504–1505: Francesco Capello[3][5] (1460–1513)
- 1505–150?: Pietro Pasqualago
- 1507–15??: Vincenzo Querini (1479–1514)

...
- 1521–1523: Francesco (?) Gasparo Contarini[1][6] (1483–1542)
- 1523–1527: Carlo Contarini[7] (1474–1528)
- 1527–1530: Niccolò Tiepolo (–1551)
- 1533–1535: Marc Antonio Contarini[1] (–1546)
- 1535–1537: Niccolò Tiepolo (–1551)
- 1537–1539: Pietro Mocenigo[1] (1491–1541)
- 1539–1541: Francesco (?) Gasparo Contarini[1] (1483–1542)
- 1541–1542: Marino Giustiniani[1] (1489–1542)
- 1544–1546: Bernardo Navagero[1] (1507–1565)
- 1542–1546: Domenico Morosini[1] (1508–1558)
- 1546–1548: Lorenzo Contarini[8] (1515–1552)
- 1545–1548: Alvise Mocenigo I.[1] (1507–1577)
- 1548–15??: Francesco Badoer
- 1548–1549: Marino Cavalli[1][9] (1500–1573)
- 1549–1552: Domenico Morosini[1] (1508–1558)
- 1581–1585: Girolamo Lippomano[10] (1538–1591)

...
- 1651–1655: Girolamo Giustinian[11] (1611–1656)
- 1658–1661: Alvise Molin[2][12] (1606–1671)
- 1674–1677: Francesco Loredan[2] (1656–1715)
- 1683–1685: Domenico III. Contarini[2][13] (1642–1696)
- 1685–1689: Federico Corner[2] (1638–1724)
- 1689–1691: Girolamo Venier[2]
- 1691–1695: Alessandro Zen[2]
- 1695–1698: Carlo Ruzzini[2] (1653–1735)
- 1698–1703: Francesco Loredan[2][14] (1656–1715)
- 1703–1708: Daniele Dolfin III.[2]
- 1708–1711: Lorenzo Tiepolo[2]
- 1711–1714: Vettor Zane[2]
- 1714–1719: Pietro Grimani[2] (1677–1752)
- 1719–1722: Zuanne(?) Priuli[2]
- 1722–1725: Francesco Donà[2][15] (1681–1732)
- 1725–1728: Andrea Corner
- 1728–1732: Daniele Bragadin[2][16] (1682–1755)
- 1732–1735: Marco Foscarini[2] (1696–1763)
- 1735–1737: Nicolò Erizzo III.[2]
- 1737–1740: Alessandro Zeno[2]
- 1741–1743: Pietro Andrea Capello[2] (1700–1763)
- 1743–1744: Marco Contarini[2][17] (1708–1746)
- 1744–1746: Nicolò Erizzo III.[2]
- 1746–1749: Antonio Diedo[2][18] (1703–1785)
- 1749–1753: Andrea Tron[2] (1712–1785)
- 1753–1757: Pietro Correr[2][19] (1707–1768)
- 1757–1761: Giovanni Antonio Ruzzini[2] (1713–1766)
- 1761–1765: Nicolò Erizzo[2][20] (1722–1806)
- 1765–1769: Paolo Renier[2] (1710–1789)
- 1769–1774: Bartolomeo Gradenigo II.[2]
- 1774–1777: Alvise Contarini[2]
- 1778–1781: Nicolò Filippo Foscarini[2][21] (1732–1806)
- 1781–1785: Sebastiano Foscarini[2][22] (1718–1785)
- 1786–1792: Daniele Andrea Dolfin[2][23] (1748–1798)
- 1792–1796: Agostino Garzoni[2] (1733–1818)
- 1797–1797: Pietro Grimani[2]

1797: Auflösung der Gesandtschaft